# Zračna luka Arak
Zračna luka Arak (IATA kod: AJK, ICAO kod: OIHR) smještena je nedaleko od grada Araka u središnjem dijelu Irana odnosno pokrajini Markazi. Nalazi se na nadmorskoj visini od 1658 m. Zračna luka ima jednu asfaltiranu uzletno-sletnu stazu dužine 3700 m, a koristi se za tuzemne i inozemne letove. Vodeći zračni prijevoznik koji nudi redovne letove za Teheran-Mehrabad u ovoj zračnoj luci je Iran Aseman Airlines, a vodeća teretna kompanija je Safiran Airlines.

## Vanjske poveznice
- (engl.) DAFIF, World Aero Data: OIHR  Arhivirana inačica izvorne stranice od 4. ožujka 2016. (Wayback Machine)
- (engl.) DAFIF, Great Circle Mapper: AJK